# Velocidade rotacional
A velocidade rotacional (algumas vezes também chamada de revolução) é um grandeza física que indica o quão rápido um dispositivo gira em torno do seu próprio eixo. A velocidade rotacional é equivalente a velocidade angular mas com unidades de medida diferentes e indica quantas rotações completas (revoluções ou ciclos) foram realizados num período de tempo, sendo a unidade de medida usual a rpm. Uma vez que temos 2π radianos por ciclo, ou 360 graus por ciclo, podemos facilmente converter a velocidade angular para rotacional por:
{\displaystyle \omega _{cyc}=\omega _{rad}/2\pi \,}
e
{\displaystyle \omega _{cyc}=\omega _{ang}/360\,}
onde:
- {\displaystyle \omega _{cyc}\,} é a velocidade rotacional (ciclos por segundo)
- {\displaystyle \omega _{rad}\,} é a velocidade angular em radianos por segundo
- {\displaystyle \omega _{ang}\,} é a velocidade angular em graus por segundo